# EPrix Buenos Aires 2016
ePrix Buenos Aires 2016 (oryg. 2016 FIA Formula E Buenos Aires ePrix) – trzecia runda Formuły E w sezonie 2015/2016. Zawody odbyły się 6 lutego 2016 roku na ulicznym torze w Buenos Aires.

## Lista startowa
| Nr | Kierowca               | Zespół                          | Samochód             | Silnik                  | Opony |
| -- | ---------------------- | ------------------------------- | -------------------- | ----------------------- | ----- |
| 1  | Nelson Piquet Jr.      | NEXTEV TCR Formula E Team       | Spark-NEXTEV         | NEXTEV TCR FormulaE 001 | M     |
| 2  | Sam Bird               | DS Virgin Racing Formula E Team | Spark-Citroën        | Virgin DSV-01           | M     |
| 4  | Stéphane Sarrazin      | Venturi Formula E Team          | Spark-Venturi        | Venturi VM200-FE-01     | M     |
| 6  | Loïc Duval             | Dragon Racing                   | Spark-Venturi        | Venturi VM200-FE-01     | M     |
| 7  | Mike Conway            | Dragon Racing                   | Spark-Venturi        | Venturi VM200-FE-01     | M     |
| 8  | Nicolas Prost          | Renault e.Dams                  | Spark-Renault Sport  | Renault Z.E 15          | M     |
| 9  | Sébastien Buemi        | Renault e.Dams                  | Spark-Renault Sport  | Renault Z.E 15          | M     |
| 11 | Lucas Di Grassi        | ABT Schaeffler Audi Sport       | Spark-Abt Sportsline | ABT Schaeffler FE01     | M     |
| 12 | Jacques Villeneuve     | Venturi Formula E Team          | Spark-Venturi        | Venturi VM200-FE-01     | M     |
| 21 | Bruno Senna            | Mahindra Racing Formula E Team  | Spark-Mahindra       | Mahindra M2ELECTRO      | M     |
| 23 | Nick Heidfeld          | Mahindra Racing Formula E Team  | Spark-Mahindra       | Mahindra M2ELECTRO      | M     |
| 25 | Jean-Éric Vergne       | DS Virgin Racing Formula E Team | Spark-Citroën        | Virgin DSV-01           | M     |
| 27 | Robin Frijns           | Amlin Andretti Formula E        | Spark-McLaren        | SRT01-e                 | M     |
| 28 | Simona de Silvestro    | Amlin Andretti Formula E        | Spark-McLaren        | SRT01-e                 | M     |
| 55 | António Félix da Costa | Team Aguri                      | Spark-McLaren        | SRT01-e                 | M     |
| 66 | Daniel Abt             | ABT Schaeffler Audi Sport       | Spark-Abt Sportsline | ABT Schaeffler FE01     | M     |
| 77 | Salvador Durán         | Team Aguri                      | Spark-McLaren        | SRT01-e                 | M     |
| 88 | Oliver Turvey          | NEXTEV TCR Formula E Team       | Spark-NEXTEV         | NEXTEV TCR FormulaE 001 | M     |
| Nr | Kierowca               | Zespół                          | Samochód             | Silnik                  | Opony |

## Wyniki

### I Sesja treningowa
| Nr | Kierowca | Konstruktor      | Czas     | Okr. |
| -- | -------- | ---------------- | -------- | ---- |
| 2  | Sam Bird | DS Virgin Racing | 1:09,913 | 21   |

### II Sesja treningowa
| Nr | Kierowca        | Konstruktor    | Czas     | Okr. |
| -- | --------------- | -------------- | -------- | ---- |
| 9  | Sébastien Buemi | Renault e.Dams | 1:08,771 | 19   |

### Kwalifikacje
Źródło: fiaformulae.com
| 1                 | 4  | Stéphane Sarrazin      | Venturi                   | 1:09,236 |         |
| 2                 | 55 | António Félix da Costa | Team Aguri                | 1:09,381 |         |
| 3                 | 8  | Nicolas Prost          | Renault e.Dams            | 1:09,473 |         |
| 4                 | 2  | Sam Bird               | DS Virgin Racing          | 1:09,474 |         |
| 5                 | 12 | Mike Conway            | Venturi                   | 1:09,602 |         |
| 6                 | 27 | Robin Frijns           | Amlin Andretti            | 1:09,616 | 6       |
| 7                 | 11 | Lucas Di Grassi        | ABT Schaeffler Audi Sport | 1:09,677 | 7       |
| 8                 | 66 | Daniel Abt             | ABT Schaeffler Audi Sport | 1:09,814 | 8       |
| 9                 | 1  | Nelson Piquet Jr.      | NEXTEV TCR                | 1:09,931 | 9       |
| 10                | 7  | Jérôme d’Ambrosio      | Dragon Racing             | 1:10,067 | 10      |
| 11                | 88 | Oliver Turvey          | NEXTEV TCR                | 1:10,126 | 11      |
| 12                | 6  | Loïc Duval             | Dragon Racing             | 1:10,130 | 12      |
| 13                | 23 | Nick Heidfeld          | Mahindra Racing           | 1:10,321 | 13      |
| 14                | 28 | Simona de Silvestro    | Amlin Andretti            | 1:10,446 | 14      |
| 15                | 25 | Jean-Éric Vergne       | DS Virgin Racing          | 1:10,581 | 15      |
| 16                | 21 | Bruno Senna            | Mahindra Racing           | 1:11,306 | 16      |
| 17                | 77 | Salvador Durán         | Team Aguri                | 1:13,256 | 17      |
| Niesklasyfikowani |    |                        |                           |          |         |
|                   | 9  | Sébastien Buemi        | Renault e.Dams            | 1:19,421 | 18      |
| Poz.              | Nr | Kierowca               | Konstruktor               | Czas     | Poz. s. |

#### Super Pole
| Poz. | Nr | Kierowca               | Konstruktor      | Czas     | Poz. s. |
| ---- | -- | ---------------------- | ---------------- | -------- | ------- |
| 1    | 2  | Sam Bird               | DS Virgin Racing | 1:09,420 | 1       |
| 2    | 8  | Nicolas Prost          | Renault e.Dams   | 1:09,751 | 2       |
| 3    | 55 | António Félix da Costa | Team Aguri       | 1:09,761 | 3       |
| 4    | 4  | Stéphane Sarrazin      | Venturi          | 1:10,298 | 4       |
| 5    | 12 | Mike Conway            | Venturi          | 1:12,391 | 5       |
| Poz. | Nr | Kierowca               | Konstruktor      | Czas     | Poz. s. |

### Wyścig
Źródło: Wyprzedź Mnie!
| P                 | + / –     | Nr | Kierowca               | Konstruktor               | Okr. | Czas / Strata | Komentarz |
| ----------------- | --------- | -- | ---------------------- | ------------------------- | ---- | ------------- | --------- |
| 1                 | Bez zmian | 2  | Sam Bird               | DS Virgin Racing          | 35   | 45:28,385     |           |
| 2                 | 16        | 9  | Sébastien Buemi        | Renault e.Dams            | 35   | +0:00,716     |           |
| 3                 | 4         | 11 | Lucas Di Grassi        | ABT Schaeffler Audi Sport | 35   | +0:07,525     |           |
| 4                 | Bez zmian | 4  | Stéphane Sarrazin      | Venturi                   | 35   | +0:09,415     |           |
| 5                 | 3         | 8  | Nicolas Prost          | Renault e.Dams            | 35   | +0:11,316     |           |
| 6                 | 6         | 6  | Loïc Duval             | Dragon Racing             | 35   | +0:15,660     |           |
| 7                 | 6         | 23 | Nick Heidfeld          | Mahindra Racing           | 35   | +0:16,444     |           |
| 8                 | 2         | 27 | Robin Frijns           | Amlin Andretti            | 35   | +0:18,685     |           |
| 9                 | 2         | 88 | Oliver Turvey          | NEXTEV TCR                | 35   | +0:22,007     |           |
| 10                | 6         | 21 | Bruno Senna            | Mahindra Racing           | 35   | +0:22,456     |           |
| 11                | 4         | 25 | Jean-Éric Vergne       | DS Virgin Racing          | 35   | +0:24,482     |           |
| 12                | 3         | 1  | Nelson Piquet Jr.      | NEXTEV TCR                | 35   | +0:24,641     |           |
| 13                | 5         | 66 | Daniel Abt             | ABT Schaeffler Audi Sport | 35   | +0:27,998     |           |
| 14                | Bez zmian | 28 | Simona de Silvestro    | Amlin Andretti            | 35   | +0:36,171     |           |
| 15                | 10        | 12 | Mike Conway            | Venturi                   | 35   | +0:39,581     |           |
| 16                | 6         | 7  | Jérôme d’Ambrosio      | Dragon Racing             | 34   | +1 okr.       |           |
| Niesklasyfikowani |           |    |                        |                           |      |               |           |
|                   |           | 55 | António Félix da Costa | Team Aguri                | 17   | +18 okr.      |           |
|                   |           | 77 | Salvador Durán         | Team Aguri                | 14   | +21 okr.      |           |
| P                 | + / –     | Nr | Kierowca               | Konstruktor               | Okr. | Czas / Strata | Komentarz |

### Najszybsze okrążenie
| Nr | Kierowca          | Konstruktor   | Czas     | Okr. |
| -- | ----------------- | ------------- | -------- | ---- |
| 7  | Jérôme d’Ambrosio | Dragon Racing | 1:13,227 | 29   |

### Prowadzenie w wyścigu
Źródło: Racing–Reference.info
| Nr                              | Kierowca          | Okrążenia   | Suma |
| ------------------------------- | ----------------- | ----------- | ---- |
| 2                               | Sam Bird          | 1-18, 19-35 | 34   |
| 1                               | Nelson Piquet Jr. | 18-19       | 1    |
| \| Wykres \| \| ------ \| \| \| |                   |             |      |
| Wykres                          |                   |             |      |
|                                 |                   |             |      |

## Klasyfikacja po zakończeniu wyścigu

### Kierowcy
| P                 | +/− | Kierowca               | Starty | Punkty | P1 | P2 | P3 | PP | NO | NS |
| ----------------- | --- | ---------------------- | ------ | ------ | -- | -- | -- | -- | -- | -- |
| 1                 | 0   | Sébastien Buemi        | 4      | 80     | 2  | 1  | –  | 2  | 3  | –  |
| 2                 | 0   | Lucas Di Grassi        | 4      | 76     | 1  | 2  | 1  | –  | –  | –  |
| 3                 | +1  | Sam Bird               | 4      | 52     | 1  | 1  | –  | 1  | –  | 1  |
| 4                 | +1  | Loïc Duval             | 4      | 32     | –  | –  | –  | –  | –  | –  |
| 5                 | −2  | Jérôme d’Ambrosio      | 4      | 30     | –  | –  | 1  | 1  | 1  | –  |
| 6                 | +2  | Stéphane Sarrazin      | 4      | 28     | –  | –  | –  | –  | –  | –  |
| 7                 | −1  | Nick Heidfeld          | 3      | 23     | –  | –  | 1  | –  | –  | –  |
| 8                 | −1  | Robin Frijns           | 4      | 21     | –  | –  | 1  | –  | –  | –  |
| 9                 | +1  | Nicolas Prost          | 4      | 21     | –  | –  | –  | –  | –  | 1  |
| 10                | −1  | António Félix da Costa | 4      | 16     | –  | –  | –  | –  | –  | 2  |
| 11                | 0   | Bruno Senna            | 4      | 11     | –  | –  | –  | –  | –  | 1  |
| 12                | +1  | Oliver Turvey          | 4      | 10     | –  | –  | –  | –  | –  | 1  |
| 13                | −1  | Daniel Abt             | 4      | 10     | –  | –  | –  | –  | –  | –  |
| 14                | 0   | Jean-Éric Vergne       | 3      | 6      | –  | –  | –  | –  | –  | –  |
| 15                | +1  | Nelson Piquet Jr.      | 4      | 4      | –  | –  | –  | –  | –  | –  |
| 16                | −1  | Nathanaël Berthon      | 3      | 4      | –  | –  | –  | –  | –  | –  |
| 17                | +1  | Jacques Villeneuve     | 2      | 0      | –  | –  | –  | –  | –  | –  |
| 18                | −1  | Simona de Silvestro    | 4      | 0      | –  | –  | –  | –  | –  | 1  |
| 19                | N   | Mike Conway            | 1      | 0      | –  | –  | –  | –  | –  | –  |
| 20                | −1  | Oliver Rowland         | 1      | 0      | –  | –  | –  | –  | –  | –  |
| Niesklasyfikowani |     |                        |        |        |    |    |    |    |    |    |
|                   |     | Salvador Durán         | 1      | –      | –  | –  | –  | –  | –  | 1  |
| P                 | +/− | Kierowca               | Starty | Punkty | P1 | P2 | P3 | PP | NO | NS |

### Zespoły
| P | +/− | Konstruktor               | Starty | Punkty | P1 | P2 | P3 | PP | NO | NS |
| - | --- | ------------------------- | ------ | ------ | -- | -- | -- | -- | -- | -- |
| 1 | 0   | Renault e.Dams            | 8      | 101    | 2  | 1  | –  | 2  | 3  | 1  |
| 2 | 0   | ABT Schaeffler Audi Sport | 8      | 86     | 1  | 2  | 1  | –  | –  | –  |
| 3 | 0   | Dragon Racing             | 8      | 62     | –  | –  | 1  | 1  | 1  | –  |
| 4 | 0   | DS Virgin Racing          | 7      | 58     | 1  | 1  | –  | 1  | –  | 1  |
| 5 | 0   | Mahindra Racing           | 8      | 34     | –  | –  | 1  | –  | –  | 1  |
| 6 | +2  | Venturi                   | 7      | 28     | –  | –  | –  | –  | –  | –  |
| 7 | 0   | Amlin Andretti            | 8      | 21     | –  | –  | 1  | –  | –  | 1  |
| 8 | −2  | Team Aguri                | 8      | 20     | –  | –  | –  | –  | –  | 3  |
| 9 | 0   | NEXTEV TCR                | 8      | 14     | –  | –  | –  | –  | –  | 1  |
| P | +/− | Kierowca                  | Starty | Punkty | P1 | P2 | P3 | PP | NO | NS |